# Fara in Sabina
Fara in Sabina es un municipio de 12.081 habitantes de la provincia de Rieti.

## Historia

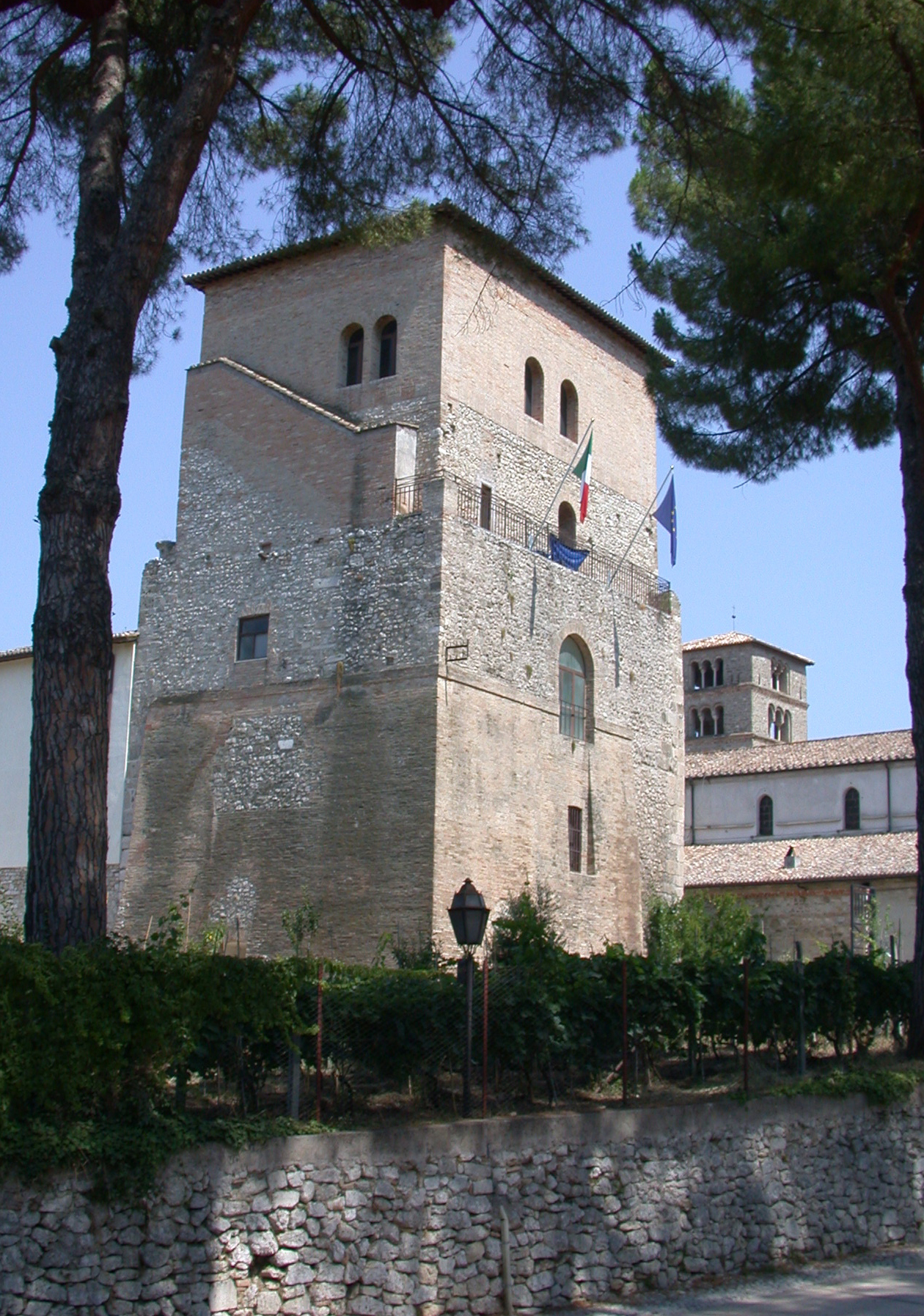
Torre de la Abadía Benedictina de Farfa

El área del actual municipio de Fara in Sabina fue poblada ya desde el Paleolítico Medio. Existen también signos de asentamientos humanos que datan de la Edad de Bronce, particularmente los restos arqueológicos que se encuentran sobre el monte San Martino frente a Farfa in Sabina.
Los trabajos arqueológicos, actualmente llevados a cabo en el sitio de Arci, han sacado a la luz cimientos de cabañas de la Edad de Hierro de finales del siglo IX y del VIII y VII a. C. y una casa del siglo VI a. C. que seguramente perteneció a la ciudad sabina de Cures y evoca el período en el que la leyenda sabina coloca su confrontación con el pueblo romano  (el legendario Rapto de las sabinas, los reyes sabinos de Roma, Tito Tacio y Numa Pompilio). De las excavaciones arqueológicas se han recuperado muchos objetos que se encuentran en fase de restauración en Farfa.
Son visibles en el área los restos de termas romanas y algunas salas adyacentes excavadas por la familia Torlonia en el siglo XIX. También son visibles restos del pequeño teatro y se ha identificado una de las necrópolis sobre el Monte Vacchio donde se habían encontrado los cimientos de cabañas de la Edad de Hierro pertenecientes a los pobladores protohistóricos y arcaicos de Cures.
La muy pobre necrópolis está compuesta por tumbas  a cappuccina casi desprovistas de elementos funerarios. La característica más relevante de este período es la gran difusión sobre el territorio de numerosas  villas rústicas. El desarrollo de éstas tiene dos fases principales: la villa construida en forma poligonal (siglo II a. C.) y la construida en forma casi cuadriculada y con una estructuración más articulada y compleja de la villa y sus dependencias (siglo I a. C.)

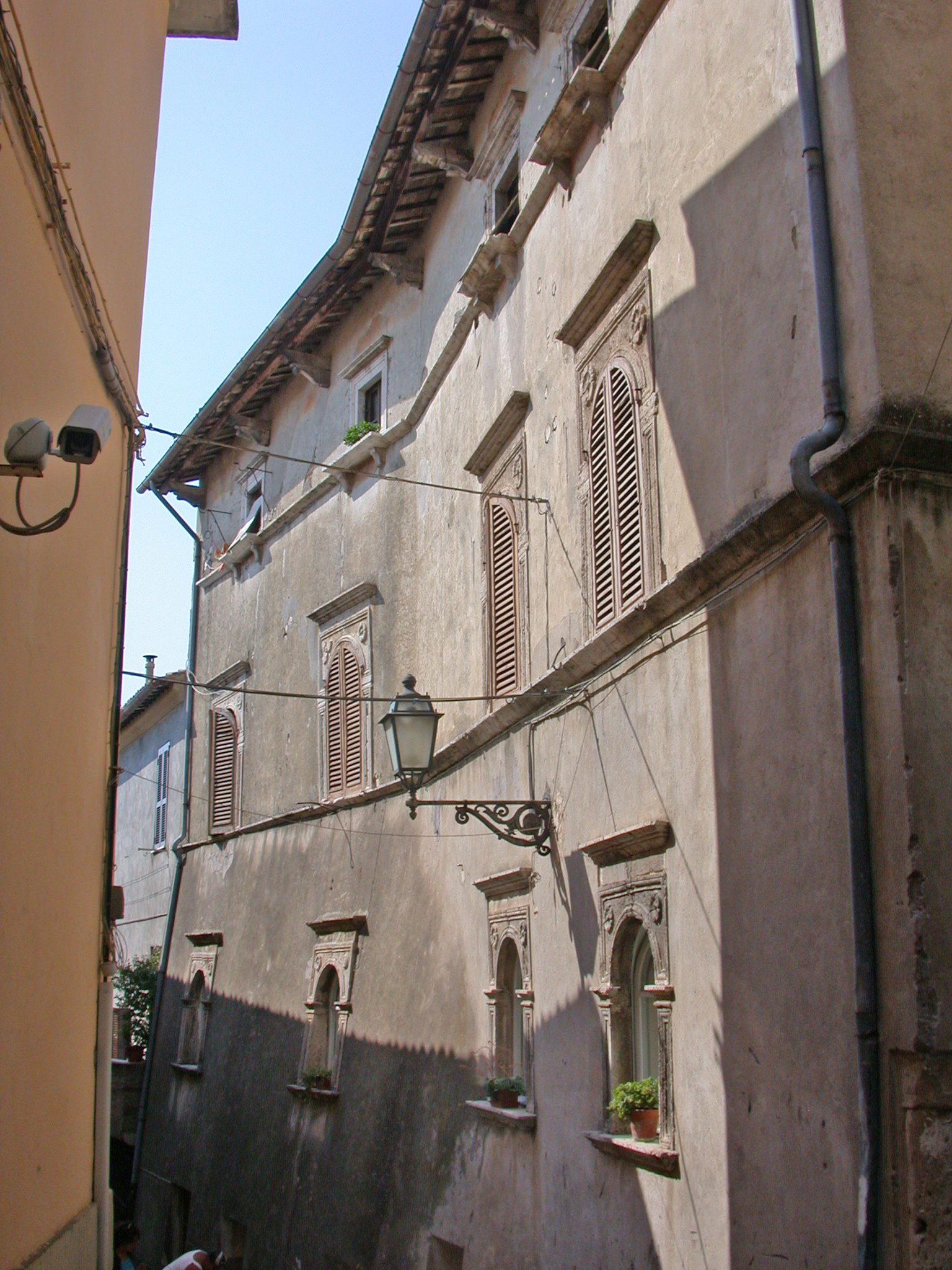
Palacio d´Orsini

Los restos de casi una hectárea de superficie de la villa en Grotte di Torri pertenecen a la de tipo poligonal de entre los siglos III y IV. En ellos se reconocen dos pórticos que habrían tenido, o una función estructural, o habrían sido usados como deambulatorios o depósitos.
Otras villas importantes son las de Fonteluna, la de Mirteto, las de Cagnani y San Lorenzo (en la localidad de Canneto) , las de San Andrés y San Perdro cerca de Borgo Salario. De construcción reticular son las de Grottaglie y de Piano San Giovanni, las de Grotta Scura, Monte San Marino y Fonte Vecchia.

El término Fara es de origen lombardo e indicaba, al menos inicialmente, el grupo familiar o emparentado que se desplazaba unido. Estos grupos eran casi siempre pobladores germánicos belicosos. Es posible colocar el origen del poblado de Fara en el siglo VI , cuando los lombardos se apoderaron de la zona. Las razones de carácter militar en la base de las fundaciones lombardas debieron hacer que este pueblo se asentara en campiñas y núcleos dispersos.
Por otra parte estaba la localidad de Farfa. De ella se sabe que tenía un castillo ya edificado antes de noviembre de 1006. Hasta la mitad del siglo XI se puede decir que las vidas de Farfa y de Fara no convergían. Fue en torno a 1050 cuando el abad Bernardo I logró someter al castillo de Farfa al control de la Abadía. Después el castrum fue ocupado por Rústico, uno de los miembros de la potente familia de los Crescenzi Ottaviani, pero el 17 de marzo de 1082, el emperador Enrique IV, en visita a Farfa, envió a su ejército para invadir Fara. Rústico fue expulsado y la Abadía volvió a poseer el castillo.
La importancia de Fara se acrecienta en la Baja Edad Media, hasta llegar a englobar los territorios pertenecientes a los castillos aledaños. En 1461 Fara, que había sido dada a los Savelli, fue asediada por las tropas de Federico de Montefeltro. Los habitantes de Fara se rindieron rápidamente.

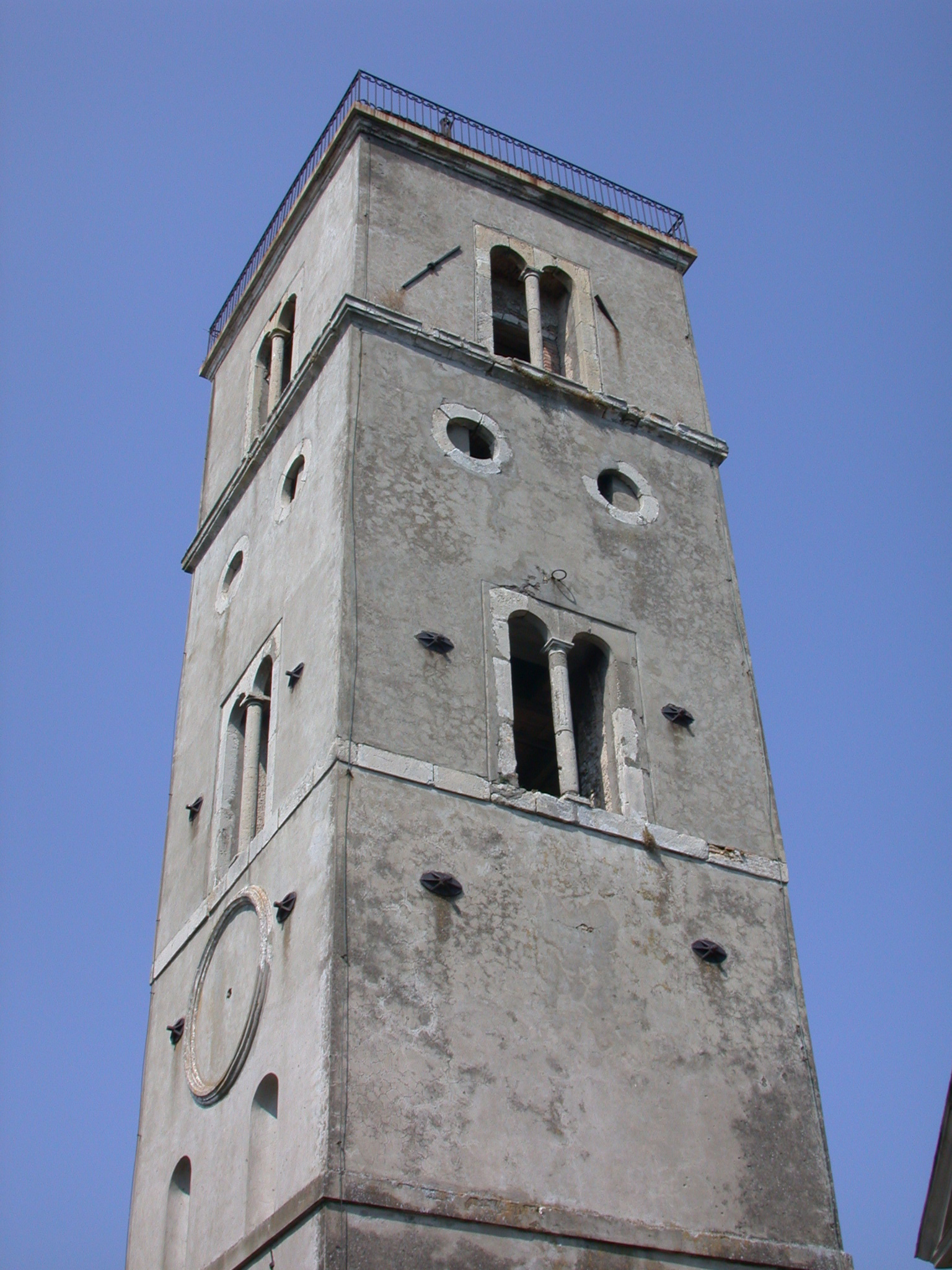
Campanario de la Iglesia de San Antonino

Con el desarrollo y el incremento demográfico del siglo XIII, la Iglesia de San Antonino se convierte en el centro unificador. Su construcción se inició durante la primera mitad del siglo, fuera del antiguo recinto castellar para suplir las nuevas exigencias del cuidado de las almas, sin duda en aumento en este período y para las que la Iglesia de Santa María in Castello quedaba pequeña.
En el siglo XIV fue construida la Iglesia de San Giacomo. En el convento de San Francisco (de finales del XVI)  se establecen los así llamados preventori della Cri y el complejo de San Fiano (perteneciente a los monjes de Farfa) es restaurado en su totalidad y reorganizado como lugar de veraniego al comenzar el siglo XVII.
En 1817, Farfa, con 1.197 habitantes, se convierte en sede de gobierno del cual dependen los municipios de Castelnuovo, Moricone, Mompeo con sus respectivas localidades dependientes, Poggio Nativo, con su dependencia de Monte Santa María y Toffia. Toda el área contaba con 5.271 habitantes. 
En 1830 el plano urbano fue dividido en los siguientes barrios: Via di San Giacomo,  Piazza della Chiesa,  Piazza Forcina, Piazza del Pesce,   barrios de los Scaloni, del Hospital y de la Porta. En 1853 las principales avenidas de Fara se llamaban San Giacomo, La Collegiata y la Via del Goberno, la principal iglesia era la Collegiata de San Antonino, fundada en el siglo XIII pero completamente restaurada en el XVI, contaba con un arcipreste y diez canónigos. La fiesta principal era la del 2 de septiembre. Los habitantes eran 1.308, las familias 310 y 288 las casas.

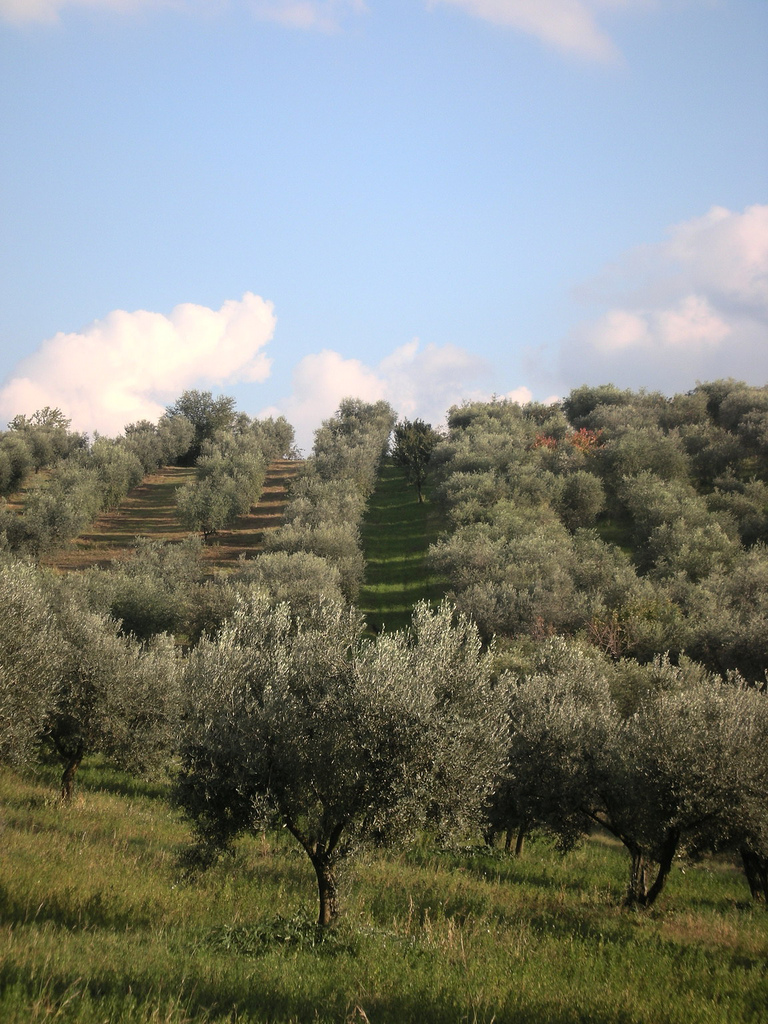
Olivares en Fara in Sabina. Los olivos y el aceite de oliva forman parte de la cultura de la Sabina. Los olivos han acompañado a la población por más de dos mil años.

La mayor parte de la población vivía, sin embargo, en la campiña donde había dos parroquias: una en Coltodino, dedicada a san Felipe Neri y a la Inmaculada Concepción y otra, la de San Roque y San Isidro, en Canneto.  Había además de un cirujano y un médico permanentes en Farfa, otro que visitaba Coltodino. La única farmacia (de la familia Isidori) y el hospital se encontraban solo en Farfa. Las familias preeminentes eran las de los Corradini, Cherubini, Castellani y Manfredi. Había 6 negociantes en la campiña, 3 bodegas de licor, 5 zapateros, un tallador, un bastaro, algunos ebanistas, doce carreteros y dos herrerías. Había también un hostal, un Monte de Piedad, un Monte Frumentario, una banda de música y como director un maestro comunal. La instrucción pública en Farfa estaba a cargo de un maestro y una maestra y en el campo a cargo de los párrocos.
Había dos confraternidades, la del Santísimo Sacramento y la de la Misericordia en la iglesia de San Giacomo. En el territorio comunal había dos ferias: la de San Andrés Apóstol (30 de noviembre) en Fara y la de la Ascensión en el santuario de la Virgen dell´Arci. El monasterio de Farfa también tenía sus ferias a la que asistían mercaderes de lugares lejanos. Existía un solo molino de granos dirigido por la familia Selli, mientras que eran numerosos los molinos para el aceite: el de los monjes de Farfa, y los de las familias Bernabi, Lupi, Sacchetti y Turchetti. El aceite de oliva de óptima calidad había desarrollado un consistente flujo comercial con Roma y movía a mucha gente.
Según los datos de ISTAT del 2001 el municipio de Fara in Sabina contaba con 10.810 habitantes. La página oficial del municipio señala que actualmente tiene 10.356 habitantes y un territorio de 55 km² lo que lo coloca, por sus dimensiones y población en el segundo lugar entre los municipios de la provincia de Rieti. Su territorio se divide en 10 Fracciones.

## Fracciones
- Borgo Quinzio.

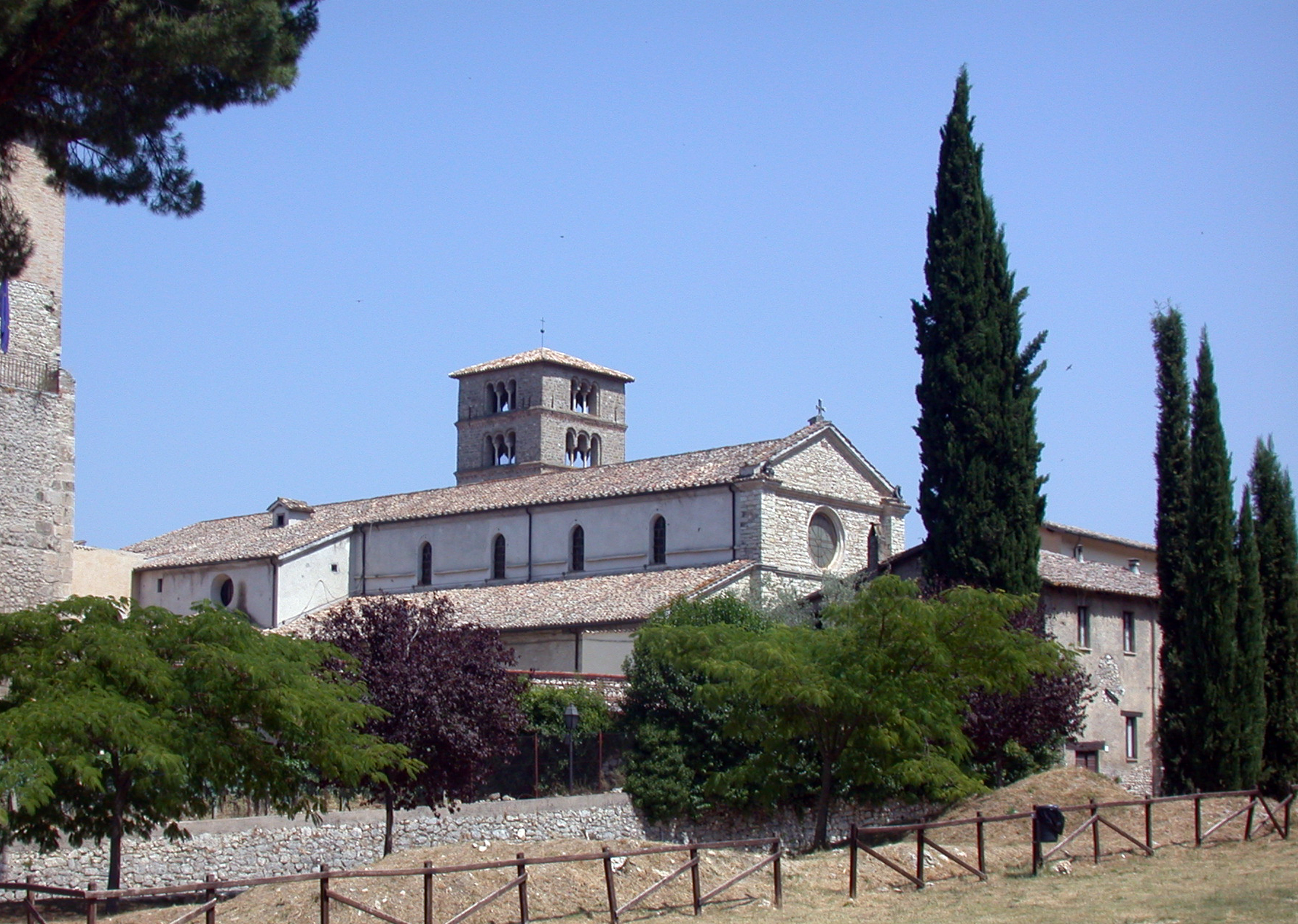
Abadía de Farfa

- Canneto Sabino. Tiene en su territorio el árbol de olivo más grande de Europa. De unos dos mil años, su tronco tiene nueve metros de circunferencia. Perteneció a la Abadía de Farfa desde el siglo VI y en 1886 fue adquirido por la familia Bettini.[10]

- Coltodino. En la plaza principal se ha colocado un monumento a la olivicultura. Símbolo de la vocación a esta actividad de la tierra sabina.

- Corese Terra.  Es la fracción más antigua del municipio. Se desarrolla en torno al Castillo que fue propiedad de los bienes de Farfa hasta que Bonifacio VIII, el 10 de septiembre de 1300 lo concede como feudo a Francisco Orsini, De los Orsini pasó a los Barberini y en 1817, el príncipe don Maffeo Barberini Colonna di Sciarra renunció a sus derechos feudales en beneficio del municipio de Fara.

- Farfa.  Fue fundada en el siglo V por Lorenzo Siro. Allí se encuentra la Abadía benedictina de Farfa.

- Montegrottone.

- Passo Corese. Es la fracción más grande de Farfa in Sabina. Tiene una estrecha relación con la historia de  Garibaldi.

- Pomonte

- Prime Case

- Talocci

## Evolución demográfica
| Gráfica de evolución demográfica de Fara in Sabina entre 1861 y 2001 |
|                                                                      |
| Datos tomados de ISTAT                                               |

## Monumentos
- Collegiata di Sant'Antonio del siglo XVI.
- Iglesia de San Giacomo de 1619.
- Iglesia de Santa Clara 1643, hoy es una sala de ceremonias municipal.
- Convento de las Clarisas, construido en el siglo XVII sobre las ruinas del castillo. (Hoy es un convento de clausura.
- Palacio Orsini del siglo XV.
- Palacio Farnese de 1585.
- Palacio Foschi, después Manfredi, del siglo XV
- Palacio Castellani, después Brancaleoni, hoy cede del Museo Cívico.
- Granero y Monte de Piedad del siglo XV, hoy sede de la biblioteca municipal.
- Cisterna de la Plaza del Duomo, construida por la familia Farnese en 1588.
- El acceso al burgo fortificado estaba asegurado por tres puertas: Porta Romana del siglo XV, Porta Castello (destruida en 1950 y Porta Forcina (1880).

## Lugares aledaños de interés
- Abadía de Farfa
- Reserva natural Tevere-Farfa

## Galería de imágenes

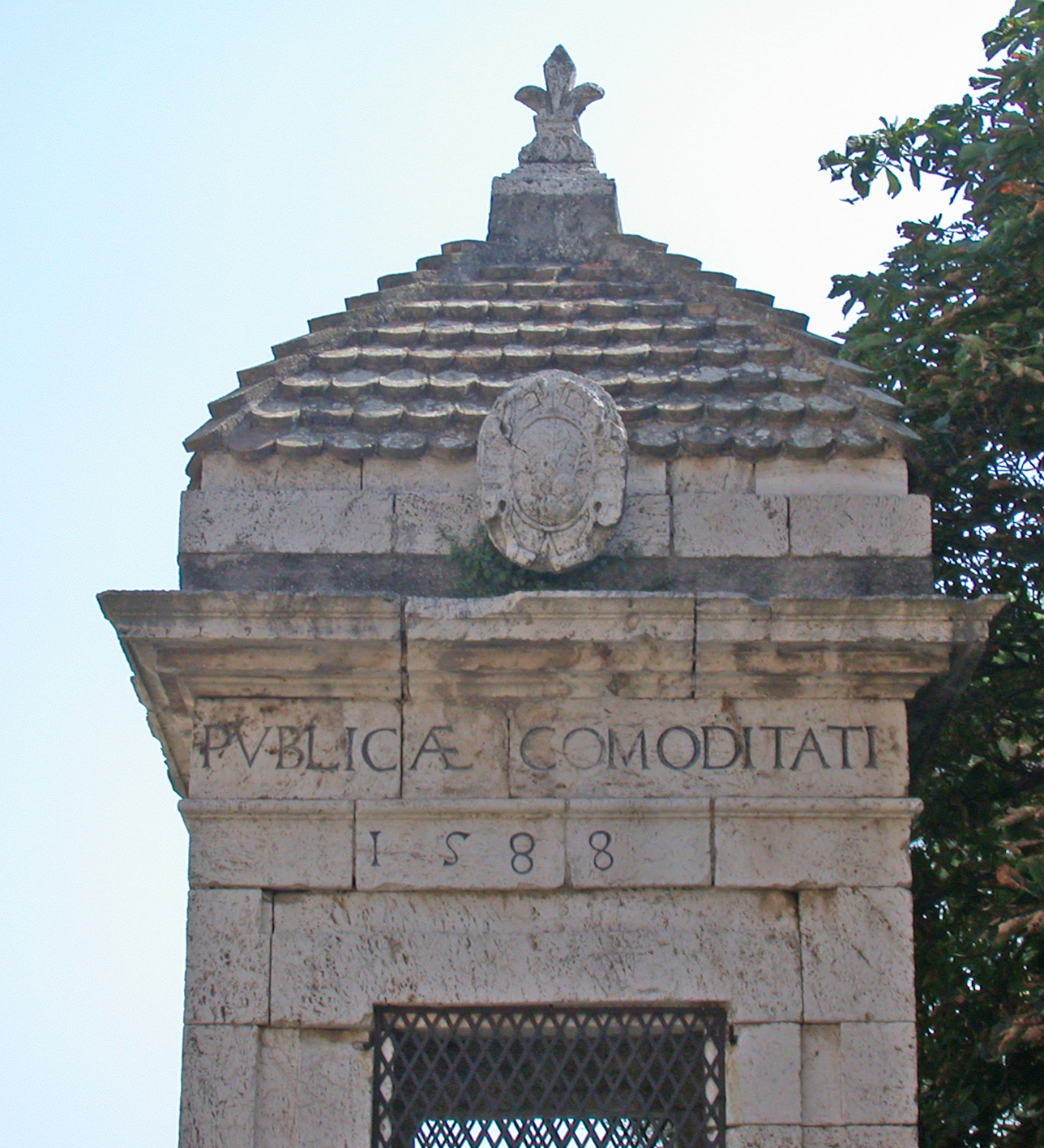
Fragmento con inscripción de la Cisterna de Farnese.
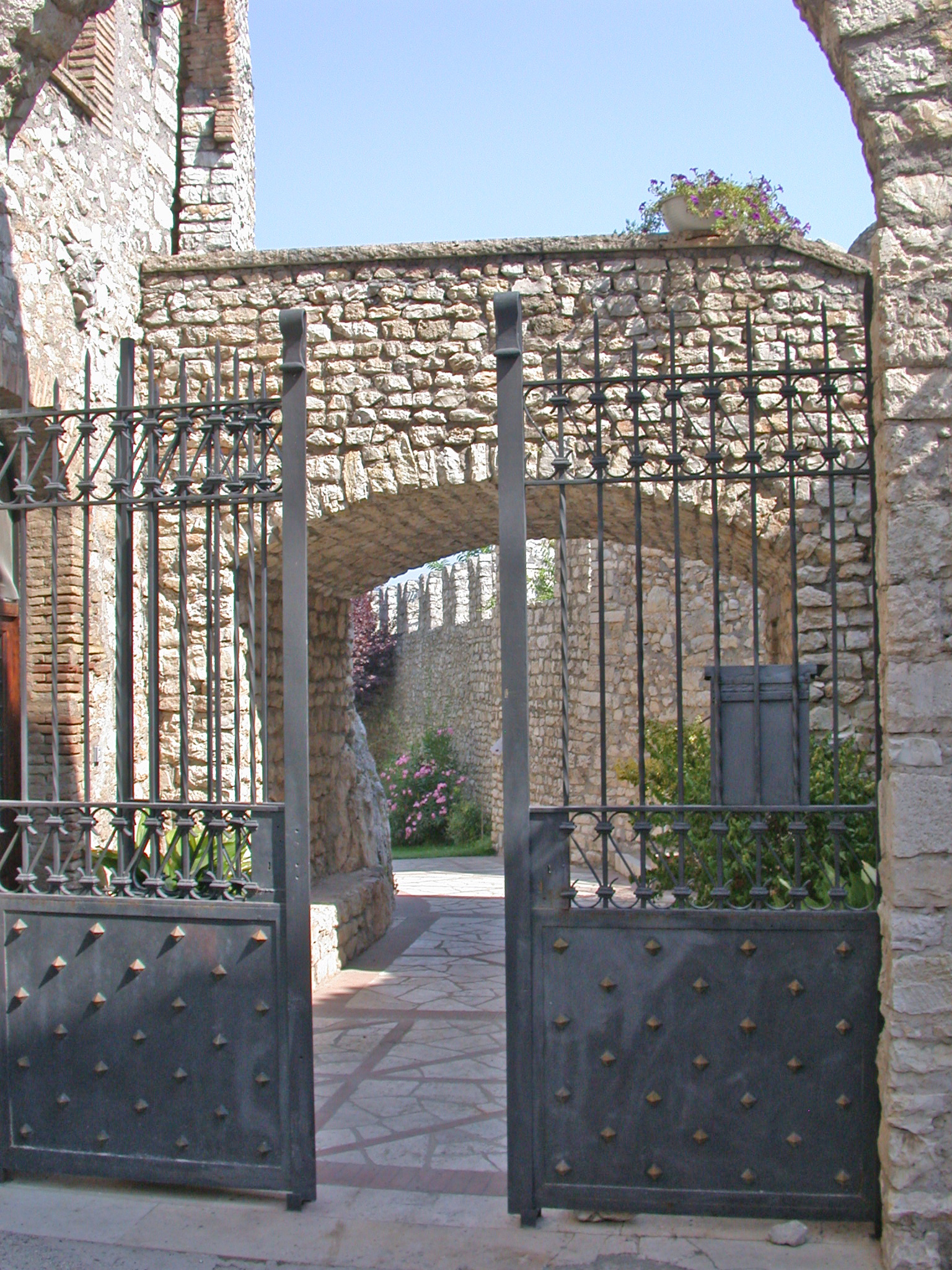
Entrada del Convento de las Clarisas.
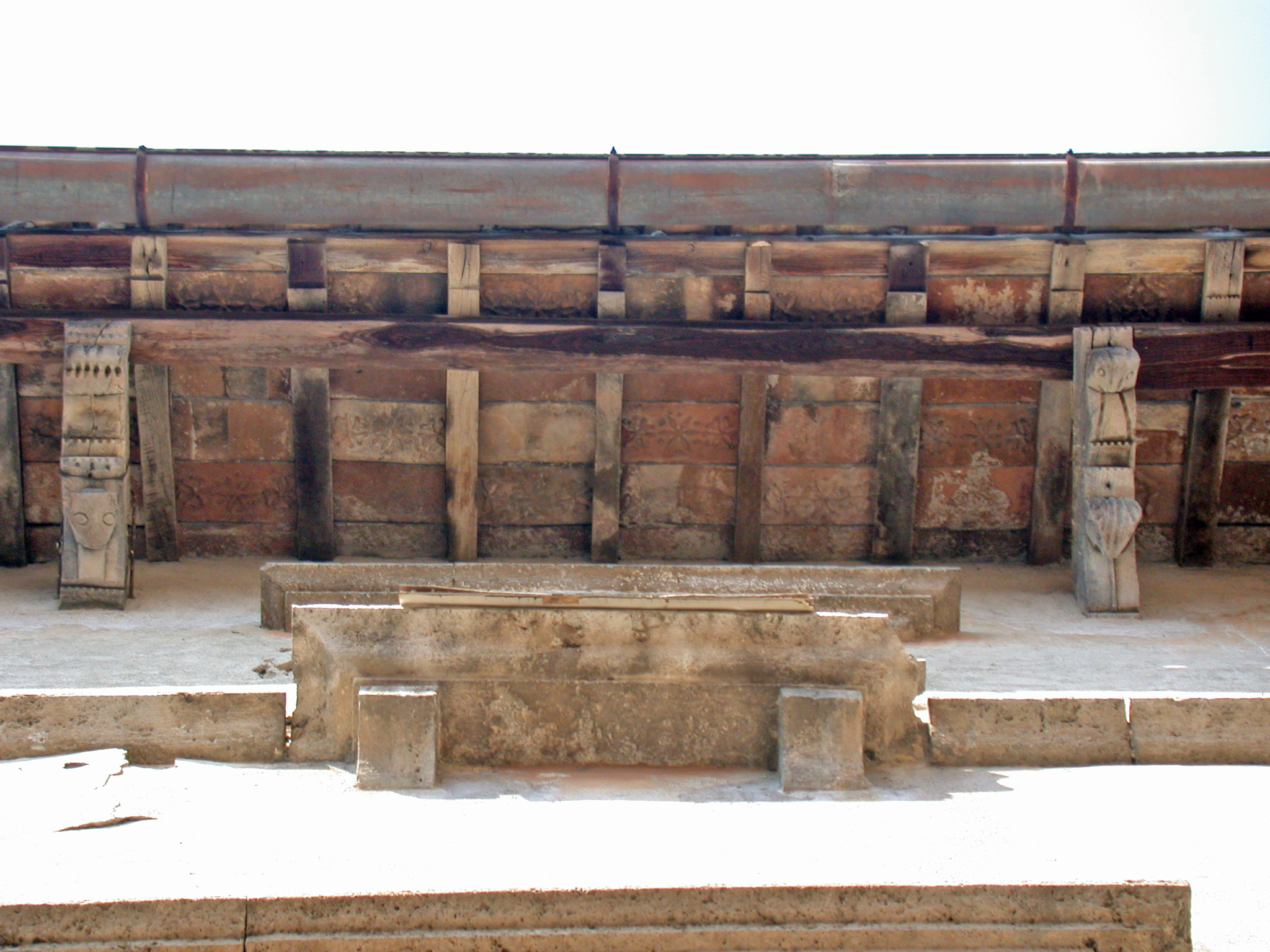
Palacio Orsini, Detalle de las ménsulas de madera que soportan el techo.
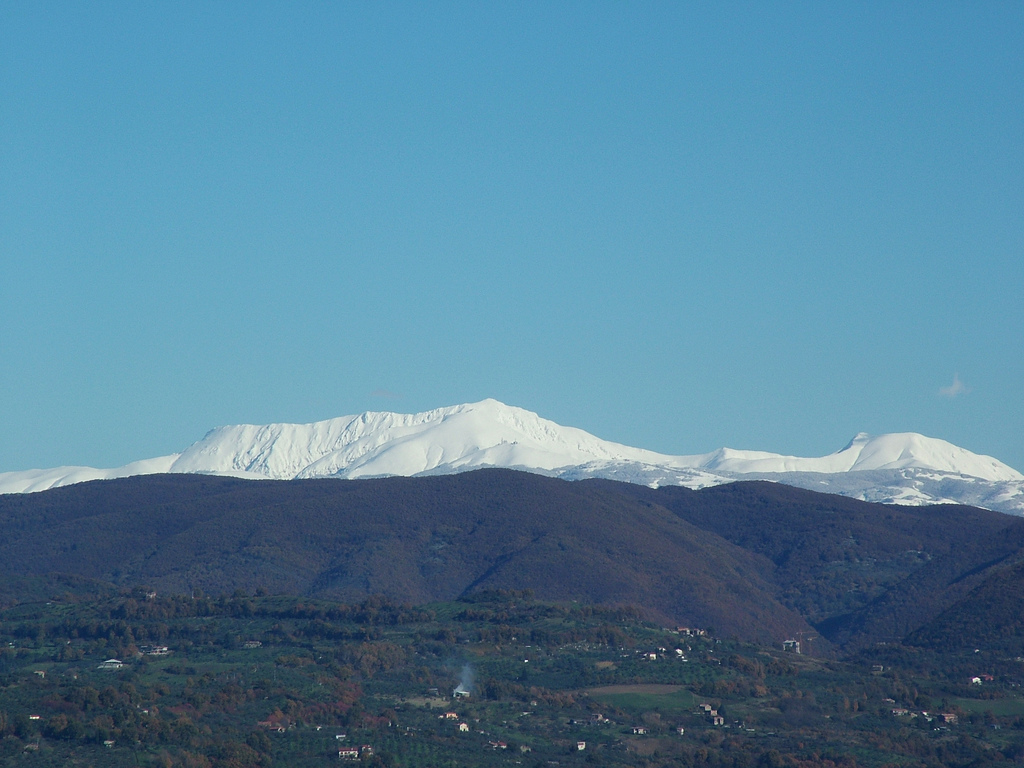
Monte Terminillo visto desde Fara in Sabina

## Ciudades hermanadas
Fara in Sabina está hermanada con:
- Santa Vittoria in Matenano, Italia.
- Villemur sur Tarn, Francia.